# Bryum vulcanicum
Bryum vulcanicum är en bladmossart som beskrevs av Bridel 1819 [1818. Bryum vulcanicum ingår i släktet bryummossor, och familjen Bryaceae. Inga underarter finns listade i Catalogue of Life.